# نيوبنتان
نيوبنتان (التسمية النظامية الموصى بها هي 2,2- ثنائي ميثيل البروبان)، هو مركب عضوي من الهيدروكربونات صيغته الكيميائية C5H12 وهو أحد مصاواغات البنتان. النيوبنتان هو ألكان مزدوج السلسلة يحتوي على خمس ذرات كربون وهو غاز قابل للاشتعال في درجة حرارة الغرفة وضغطها ويمكن أن يتكثف إلى سائل شديد التطاير في الجو البارد أو عند ضغطه إلى ضغط أعلى.

## التحضير
يمكن تحضير المركب صناعياً من إجراء عملية مثيلة لمركب ثالثي بوتيل باستخدام حفاز من ثنائي ميثيل الزنك؛ أو من يوديد ثالثي بوتيل المغنسيوم (كاشف غرينيار) بوجود حفاز من ثنائي ميثيل الكبريتات.

## الخواص
يوجد المركب في الشروط القياسية على شكل غاز عديم اللون، وذلك على العكس من باقي متصاوغات البنتان السائلة، وهو قابل للاشتعال.
يعطي طيف الرنين المغناطيسي النووي NMR للمركب إشارة واحدة لأن البروتونات جميعها متكافئة بسبب التناظر رباعي السطوح مع وجود انزياحاً كيميائياً مقداره δ = 0.902 عندما يكون مذاباً في رباعي كلوريد الكربون.

## الاستخدامات
يمكن أن يستخدم المركب مادة معيارية في مطيافية الرنين المغناطيسي النووي.